# Alpheüs (mythologie)

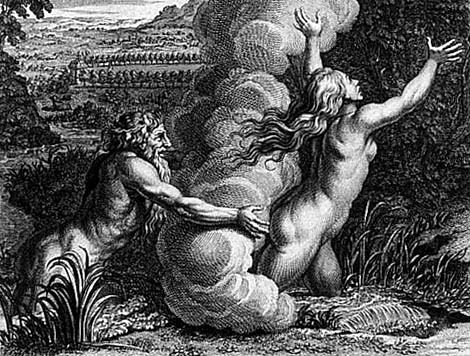
Alpheüs en Arethusa

Alpheüs (Grieks; Αλφειός "wittig") is een riviergod uit de Griekse mythologie. Zijn ouders waren Oceanus en Tethys. Hij werd verliefd op de nimf Arethusa en zat haar achterna tot Sicilië, waar Artemis haar in een bron veranderde. Daarop vermengde Alpheus zijn water met het hare.
Het pad dat hij koos, is de Alpheüs, een rivier die ontspringt in Arcadië en, hier en daar ondergronds, naar de Ionische Zee stroomt. Het is met 110 km de langste rivier op de Peloponnesos. Schilderijen en andere vormen van kunst die de heerlijkheid van het Arcadische leven bezingen, kunnen er niet omheen. De rivier is allengs vereenzelvigd met diverse onzichtbare, onderbewuste processtromen in goddelijke en menselijke aangelegenheden. Herakles verlegde de loop van de rivier om de stallen van Augias schoon te spoelen.